# Храм Иоанна Предтечи (Верхоречье)
Церковь Иоанна Предтечи — руины православного храма Готской епархии постройки XIV—XV века в селе Верхоречье Бахчисарайского района Крыма, объект культурного наследия федерального значения. Находится в ведении Бахчисарайского музея-заповедника.

## Описание
Время строительства храма историки относят к концу XIV века, исходя из архитектурного единообразия, считая практически одновременным сооружение церквей в Архангелов Михаила и Гавриила, Константина и Елены в Шурю и Иоанна Предтечи в Бия-Сала.
А. Л. Бертье-Делагард и Таврический епископ Гермоген, судя по не сохранившейся надписи, считали, что церковь была построена и расписана в 7096 (1587) году и освящена при Констанцие, архиепископе Готии. Сейчас превалирует мнение, что в том году храм был реставрирован (в связи с вероятным предыдущим запустением) силами семьи настоятеля Константия. Саму надпись опубликовал Пётр Кеппен в «Крымском сборнике», сопроводив следующим описанием
…въ Біасалѣ при р. Качѣ, гдѣ обѣ тамъ находившіяся церкви уже представхяютъ развалины. На внутренней стѣнѣ одной изъ нихъ ещё видны разные образа, а надъ входомъ со внутренней стороны, невзирая на то, что сводъ обваліся, уцѣлѣіа сіѣдующая надпись…
Надпись была сделана на среднегреческом языке и филолог и историк академик Латышев В. В. дал ей такой перевод
Воздвигнутъ отъ основаній и расписанъ всечестный и божественный храмъ честнаго славнаго пророка, Предтечи и Крестителя Іоанна рукою моею, смиреннаго Константія, архіерея и предстоятеля Готѳіи, стараніемъ, помощію и иждивеніемъ господина Бината сына Темиркё, въ память его и родителей ею, лѣта семь тысячъ девяносто гие- стаго, въ мѣсяцѣ ноябрѣ
 Следующим, 1588 годом, датируется последняя известная надпись на греческом языке (…крайне безграмотная и небрежная). Также храм известен уникальной (единственной в Крыму) фреской «Поклонение жертве»: двухъярусная фреска имела в верхней части поясные изображения деисуса — Христа, девы Марии и Иоанна Крестителя на лазурном фоне. В нижней половине — изображение лежащего на большом круглом жертвенном блюде младенца-Христа со стоящими по обеим сторонам по три святителя в полный рост, у краев рисунка — два ангела с рипидами.
В 1778 году греки Бия-Салы были переселены в Приазовье и, как следует из документов, селение полностью опустело, церковь же была ещё цела, а в село вскоре заселили саблинскими казёнными поселянами (по другой версии — отставными солдатами, хотя, возможно, имелись ввиду одни и те же люди). Церковь же пришла в запустение и разрушалась.
Надпись на известняковой плите, находившейся напротив храма, повествует о ещё одной реставрации в 1849 году, проведенной местной семьёй
Сооружен своими трудами поселянином Карпом Яковлевым сыном Савельевым и женою его Еленою 1849 года марта 1 дня
 Односельчане прозвали Савелия Карпо-баем, о котором известно, что он разбогател на скупке урожая пролузаброшенных чаиров и приготовлении из плодов бекмеса в больших объёмах. Готовый продукт Карпо-бай развозил чуть ли не по вему черноморью, но детей у него не было. Как глубоко верующий человек, в надежде вымолить себе наследника, Савелий выстроил в Бия-Сале церковь, но так и умер бездетным.
А. Л. Бертье-Делагард утверждал, что церковь в 1830-х годах перестроилили «для себя» так, что от прежней сохранилась только апсида. Н. И. Репников, в «Материалах к археологической карте юго-западного нагорья Крыма» 1940 года (опубликованы в 2017 году) упоминает уже упразднённый храм и лежащие вокруг, хорошо в то время ещё видимые, надгробные плиты, утверждая, что в 1848 году он был восстановлен из развалин, и что при этом списанная П. И. Кёппеном надпись при том ремонте была утрачена. Также Репников упоминает сделанный Кёппеном схематический план здания с пятигранной апсидой. Время закрытия храма точно не установлено, село было сожжено фашистами в феврале 1943 года, тогда же пострадал и храм, который впоследствии не восстанавливали и в 1966 году разобрали на стройматериалы, оставив только апсиду с фреской. В 1973 году по инициативе О. И. Домбровского фреску сняли, перенесли на гипсовый каркас и передали в Крымский филиал Института археологии академии наук Украины в Симферополе. Во время ремонта в здании института артефакт выставили во двор, в результате роспись сильно пострадала и в 2001 году была отправлена в запасники Бахчисарайского музея.